# Toleria abiaeformis
Toleria abiaeformis är en fjärilsart som beskrevs av Walker 1864. Toleria abiaeformis ingår i släktet Toleria och familjen glasvingar. Inga underarter finns listade i Catalogue of Life.